# Coca-Cola FEMSA
Coca-Cola FEMSA, S.A.B. de C.V., conocida como Coca-Cola FEMSA o KOF, es una empresa multinacional mexicana de bebidas con sede en Monterrey, Nuevo León. Es una subsidiaria de FEMSA que posee el 48% de sus acciones, con un 28% en manos de subsidiarias de propiedad total de The Coca-Cola Company y el 24% restante cotizado públicamente en la Bolsa Mexicana de Valores (desde 1993) y la Bolsa de Nueva York (desde 1998).
Es el embotellador público más grande de productos Coca-Cola en el mundo en términos de volumen de ventas. La empresa posee operaciones en varios países de Latinoamérica, siendo México su mercado más grande y rentable.

## Historia

### Antecedentes
Coca-Cola FEMSA comenzó como una empresa conjunta con The Coca Cola Company en 1991, con FEMSA siendo propietaria inicial del 51% de las acciones. En 1993 se lanza la primera oferta pública inicial en las bolsas de valores de México y Estados Unidos. Y comienza la expansión de sus operaciones internacionales, principalmente en América Latina.

### Cronología[2]
| Año  | Evento destacado                                                                                         |
| ---- | --- |
| 1993 | Incusión en BMV y NYSE                                                                                   |
| 1994 | Adquisición del capital mayoritario de Coca-Cola Buenos Aires                                            |
| 1997 | Introducción de preventa a través de handhelds en México y Argentina                                     |
| 1998 | Inicio de Operaciones de Planta Embotelladora en Toluca, México.                                         |
| 2003 | Adquisición de PANAMCO con operación en 9 países de Latinoamérica.                                       |
| 2004 | Fundación de IMER, primer planta de reciclaje de PET                                                     |
| 2007 | Adquisición de Jugos del Valle                                                                           |
| 2008 | Adquisión de REMIL, en Brasil                                                                            |
| 2009 | Adquisión de Agua Brisa, en Colombia                                                                     |
| 2011 | Incorporación de Grupo Tampico, CIMSA y Fomento Queretano en México                                      |
| 2011 | Inclusión en el índice de Sustentabilidad y Responsabilidad Social de la BMV                             |
| 2011 | Adquisición de Estrella Azul en Panamá                                                                   |
| 2012 | Inclusión en el índice de Sostenibilidad Dow Jones Mercados Emergentes y en el IPC Sustentable de la BMV |
| 2013 | Integración de Grupo Yoli en México                                                                      |
| 2013 | Adquisición de las franquicias Fluminense y Spaipa en Brasil                                             |
| 2014 | Inicio de operaciones en la planta embotelladora de Itabirito y en Minas Gerais, Brasil.                 |
| 2015 | Inicio de operaciones en la planta Tocancipá en Colombia                                                 |
| 2016 | Adquisición de Vonpar en Brasil                                                                          |
| 2017 | Adquisición de la marca AdeS                                                                             |
| 2018 | Adquisición de ABASA en Guatemala                                                                        |
| 2018 | Adquisición de Los Volcanes                                                                              |
| 2018 | Adquisición de Montevideo Refrescos en Uruguay                                                           |
| 2020 | Colocación de Bono Verde en la BMV, el más grande de América Latina.                                     |

## Productos

### Bebidas carbonatadas
Coca-Cola es la bebida más vendida en la historia desde 1886. Otras opciones de la marca son Coca-Cola sin azúcar y Coca-Cola Energy. Fanta es la segunda marca con más historia de la Compañía Coca-Cola. Nació en 1940, actualmente es preferida por más de 130 millones de consumidores. Sprite nació en 1966 y se distribuye en alrededor de 190 países en el mundo. Schweppes nació en 1870, disponible en sabor lima-limón, agua tónica y pomelo. Existe la opción con menos calorías: Schweppes light. Simba, es un refresco hecho con semillas de guaraná 100% de Amazonas. Crush conocida también como naranjada Crush u Orange Crush es un refresco, originalmente con sabor naranja, que apareció en 1911, disponible en sabor naranja, pomelo, y Lima limón.

### Agua gasificada
Ciel mineralizada, entró al mercado mexicano en 2001. Es una opción baja en sodio que puede contribuir a la hidratación y que también puede ser utilizada como base de otras bebidas como naranjadas y limonadas. Agua Taxco, es agua purificada y gasificada originaria de Taxco, México. Manantial con gas producida principalmente para el mercado Colombiano. Schweppes es agua tónica gasificada y con diversos sabores. Kin es agua gasificada producida principalmente para el mercado Argentino. Crystal en su versión gasificada puede encontrarse en el mercado Brasileño. Crystla Sparklin, gasificada con sabor naranja, producida principalmente para el mercado Brasileño. Smartwater sparkling es agua purificada y gasificada.

### Agua de sabores
Ciel exprim es agua para beber disponible en distintos sabores: limón con cáscara, jamaica reposada, moras completas y mandarina con gajos. Aquarius fue creada en 1978 y está disponible en distintos sabores: manzana, naranja, pera, limonada, pomelo, uva y durazno.

### Agua purificada
Ciel, Kin, Crystal, SmartWater.

### Bebida a base de frutas
Delaware Punch es una bebida creada en 1913 con la uva como ingrediente principal de su sabor. Del Valle y Del Valle Fresh es una marca mexicana con más de 70 años y se comercializa en países como Brasil, Colombia, Venezuela y otras naciones de Centroamérica. Hi-C es una bebida adicionada con vitamina C. Carioca es un jugo concentrado producido principalmente para el mercado argentino. YAS Guaraná & Gás es 100% natural preparado con guaraná, endulzado con azúcar orgánica y sin conservantes.

### Bebidas deportivas
Powerade es una bebida para deportistas adicionada con los 4 de los minerales que se pierden al sudar: Sodio (NA), Potasio (K), Calcio (Ca) y Magnesio (Mg). Vitamin Water es agua con las vitaminas y electrolitos necesarios para reponer el desgaste físico. Isolite es una bebida diseñada para re-hidratar con sodio, potasio, agua de coco y extractos naturales.

### Proteína vegetal
AdeS es la marca líder de ventas de bebidas a base de soya en América Latina. Fundada en Argentina en 1988, su nombre deriva del acrónimo español "Alimentos de Semillas". La marca incluye una gama de bebidas con mezclas de semillas como soya, coco, almendras, etcétera, adicionadas con vitaminas y minerales. Verde Campo Natural Whey Shak es una bebida totalmente natural, no contiene conservantes, está endulzada con estevia y contiene sabores y colores naturales. Verde Campo Mini Lac es una bebida totalmente natural, libre de conservantes y contiene sabores y colores naturales.

### Jugos y néctares
Jugos Del Valle es una marca mexicana con más de 70 años en el mercado que produce jugos, néctares, bebidas con pulpa y refrescantes comercializados también en Brasil, Colombia, Venezuela y otras naciones de Centroamérica. Del Valle Frut, contiene jugo de fruta y está adicionado con vitaminas A y B1. Del Valle Néctar, Fortificado con vitaminas C, E y Zinc. Del Prado es una marca de jugos y néctares de frutas envasados y adicionados con vitamina C. Cepita del Valle es una marca fundada en Argentina en 1969 con envasados de jugos, néctares, bebidas con pulpa y bebidas refrescantes.

### Productos lácteos
Leche Santa Clara 100% pura de vaca ultrapasteurizada a base de vapor, con vitamina A y D en envase protector de la luz y el oxígeno.

### Energéticas
Burn es una bebida energizante a base de taurina y con vitaminas. Monster es una bebida energizante preferida por atletas y músicos. Gladiador es una bebida energética diseñada para el rendimiento durante horas prolongadas de actividad física.

### Tés
Fuze Tea

## Sostenibilidad

### Agua
El agua es el insumo principal para la elaboración de los productos por lo que la Compañía realiza acciones para la gestión eficiente del recurso. La Compañía es parte de la Alianza Latinoamericana de Fondos de Agua, integrada por The Nature Conservancy, Fundación FEMSA, el Banco Interamericano de Desarrollo (BID) y el Fondo para el Medio Ambiente Mundial. Se realizan iniciativas de reabastecimiento y conservación de cuencas. En 2020 la Compañía publicó la meta de reducir el consumo de agua para la producción de las bebidas en una porción de 1.5 lt por cada litro de bebida producida y regresarle al medio ambiente  la misma cantidad de agua que utiliza en los procesos de producción.

### Energía
Las plantas embotelladoras en Argentina, Brasil, Colombia, Costa Rica, Guatemala, México y Panamá reciben suministro energético a través de fuentes limpias.

### Residuos y reciclaje
En conjunto con The Coca-Cola Company, se adoptó la meta global de ayudar a recolectar y reciclar el equivalente al 100% de los empaques que se colocan en el mercado, a través de la iniciativa "Un Mundo Sin Residuos". En 2018, la Compañía suscribió The New Plastics Economy Global Commitment, un compromiso encabezado por la Fundación Ellen MacArthur, con el apoyo del World Wide Fund for Nature, el Foro Económico Mundial y The Consumer Goods Forum con el objetivo de colaborar en una economía circular para el plástico.

## Presencia internacional

### Argentina
Inició de operaciones en 1994, con la adquisición del capital mayoritario de Coca-Cola Buenos Aires. La infraestructura de la Compañía de la región cuenta con 2 plantas de embotellado de bebidas y 3 centros de distribución que desplazan productos a través de 41,712 puntos de venta para la atención de más de 13 millones de consumidores. Toda la energía utilizada en las plantas de producción proviene de fuentes renovables.

### Brasil
En 2008, la adquisición de Refrigerantes Minas Gerais (REMIL), en Brasil, y posteriormente la expansión a través de la 'joint venture' de Leão Alimentos, significaron la expansión de la operación brasileira. En 2013 se concretó la adquisición de las franquicias Fluminense y Spaipa. Con la adquisición de la empresa Vonpar se consolidó el 49% del volumen de ventas en el territorio. En 2020, la Compañía operaba con una infraestructura de 10 plantas de embotellado de bebidas y 41 centros de distribución para abastecer 405,209 puntos de venta y atender a más de 89.5 millones de consumidores. 

### Centroamérica
Con presencia en Costa Rica, Nicaragua, Guatemala y Panamá, la Compañía cuenta con una infraestructura de 7 plantas de embotellado de bebidas y 54 centros de distribución que reparten productos en 173,919 puntos de venta para satisfacer la demanda de más de 31.9 millones de consumidores.

### Colombia
La operación en Colombia inició desde 2003, La producción de bebidas se realiza en 7 plantas de embotellado y se distribuye a 394,471 puntos de venta a través de 23 centros de distribución. El parque industrial ubicado en Tocancipá, Cundinamarca es suminstrado con fuentes de energías limpias.

### México
La oferta pública inicial en la BMV marcó el inicio de operaciones de Coca-Cola FEMSA en México. Dentro de la infraestructura en el país se encuentra la planta de embotellado más grande de Latinoamérica ubicada en Toluca, Estado de México, la cual inició con una línea de producción en 1998 produciendo un volumen inicial de 15 millones de cajas unidad. En 2018 se produjeron 310 millones de cajas unidad con 12 líneas de producción de embotellado. La planta embotelladora de Toluca es la primera con 100% de capacidad de reciclaje de residuos. La operación mexicana inicia el esquema de preventa a través de dispositivos móviles, iniciando así la transformación digital de toda la Compañía.

### Uruguay
Inicia la operación en 2018 con la adquisición de Montevideo Refrescos, operando una planta embotelladora en el barrio de Carrasco y cinco centros de distribución.

### Venezuela
Coca-Cola FEMSA de Venezuela inició operaciones en 2003, actualmente opera con 4 plantas embotelladoras y 22 centros de distribución.
Querétaro San Juan del Río 
Coca-Cola FEMSA plata manufacturera Don Roberto Ruiz Obregón construyó una exitosa empresa, que incluyó embotelladoras en San Juan del Río.  posteriormente fue alquirida por Victor hugo de Jesús Martínez

## Premios y certificaciones
La Compañía es miembro del Índice de Sostenibilidad de Mercados Emergentes del Dow Jones, Índice de Sostenibilidad MILA Pacific Alliance del Dow Jones, FTSE4Good Emerging Index, y del índice S&P/BMV total México ESG, entre otros índices.

## Anexos
- Anexo:Empresas listadas en la Bolsa Mexicana de Valores
- Anexo:Empresas de México
- Economía de México

- Datos: Q20714863
- Multimedia: Coca-Cola FEMSA / Q20714863